# Aiham Ousou
Aiham Hanz Ousou (ur. 9 stycznia 2000 w Mölndal) – syryjsko-szwedzki piłkarz, występujący na pozycji obrońcy w hiszpańskim klubie Cádiz CF oraz w reprezentacji Syrii. Uczestnik Pucharu Azji 2023.

## Statystyki

### Klubowe
Na podstawie:
| Klub           | Sezonów | Liga             | Liga  | Liga   | Puchar krajowy | Puchar krajowy | Kontynentalne | Kontynentalne | Suma  | Suma   |
| Klub           | Sezonów | Liga             | Mecze | Bramki | Mecze          | Bramki         | Mecze         | Bramki        | Mecze | Bramki |
| -------------- | ------- | ---------------- | ----- | ------ | -------------- | -------------- | ------------- | ------------- | ----- | ------ |
| BK Häcken      | 2       | Allsvenskan      | 0     | 0      | 0              | 0              | –             | –             | 0     | 0      |
| AFC Eskilstuna | 1       | Superettan       | 15    | 0      | 0              | 0              | –             | –             | 15    | 0      |
| GAIS           | 1       | Superettan       | 9     | 0      | 2              | 0              | –             | –             | 11    | 0      |
| Slavia Praga   | 3       | Primera División | 45    | 2      | 5              | 0              | 23            | 0             | 73    | 2      |
| BK Häcken      | 1       | Allsvenskan      | 7     | 0      | 1              | 0              | 5             | 0             | 13    | 0      |
| Cádiz CF       | 1       | La Liga          | 6     | 0      | 0              | 0              | –             | –             | 27    | 10     |
|                | Łącznie | Łącznie          | 72    | 3      | 8              | 0              | 28            | 0             | 108   | 3      |

### Reprezentacyjne
Na podstawie:
| Mecze i gole w reprezentacji podczas Pucharu Azji 2023 | Mecze i gole w reprezentacji podczas Pucharu Azji 2023 | Mecze i gole w reprezentacji podczas Pucharu Azji 2023 | Mecze i gole w reprezentacji podczas Pucharu Azji 2023 | Mecze i gole w reprezentacji podczas Pucharu Azji 2023 | Mecze i gole w reprezentacji podczas Pucharu Azji 2023 | Mecze i gole w reprezentacji podczas Pucharu Azji 2023 | Mecze i gole w reprezentacji podczas Pucharu Azji 2023 |
| Lp.                                                    | Data                                                   | Miasto                                                 | Przeciwnik                                             | Wynik                                                  | Gole                                                   | Inne                                                   | Faza rozgrywek                                         |
| ------------------------------------------------------ | ------------------------------------------------------ | ------------------------------------------------------ | ------------------------------------------------------ | ------------------------------------------------------ | ------------------------------------------------------ | ------------------------------------------------------ | ------------------------------------------------------ |
| 1.                                                     | 13.01.2024                                             | Doha                                                   | Uzbekistan                                             | 0:0 (0:0)                                              |                                                        |                                                        | Faza grupowa                                           |
| 2.                                                     | 18.01.2024                                             | Doha                                                   | Australia                                              | 0:1 (0:0)                                              |                                                        |                                                        | Faza grupowa                                           |
| 3.                                                     | 23.01.2024                                             | Al-Chaur                                               | Indie                                                  | 1:0 (0:0)                                              |                                                        |                                                        | Faza grupowa                                           |
| 4.                                                     | 31.01.2024                                             | Doha                                                   | Iran                                                   | 1:1 (k.3:5)                                            |                                                        |                                                        | 1/8 finału                                             |

## Sukcesy
Na podstawie:

### Klubowe
- Puchar Czech 2022/23